# リオンクール戦記
『リオンクール戦記』（リオンクールせんき）は、小倉ひろあきによる日本のライトノベル。元は「小説家になろう」で、「田中タダシ (41) 建国記 『中世ヨーロッパ風なんてキツすぎる！』」のタイトルで2017年7月9日から2019年2月9日まで連載されたオンライン小説で、第6回ネット小説大賞を受賞。2018年9月10日にタイトルを変更して、書籍版がツギクルブックス（SBクリエイティブ）より出版された。イラストはtoi8による。
メディアミックスとして、Nagyの作画によるコミカライズが『月刊キスカ』（竹書房）の2019年12月号から開始され最終号である2022年2月号まで連載された後、2022年2月20日から『WEBコミックガンマ』（同）に移籍して2023年3月20日まで連載された。

## あらすじ
平凡なサラリーマン、田中正は胃がんのため41歳という若さで早逝してしまう。ところが、ふと目覚めるとそこは文明が未発達の異世界であり、さらに田中はバリアンという7歳の貴族の子供に転生していた。後にリオンクール王国建国の祖となり最大の英雄となるバリアンの数奇な人生の物語である。

## 登場人物
バリアン・ド・リオンクール
本作の主人公。貴族・伯爵。伯爵家リオンクール家で、父ルドルフ、母シュリエンヌのもと生まれる。ロベールという5歳上の兄を持つ。7歳のとき、現実世界のサラリーマン田中正がバリアンの身体に生まれ変わる。バリアン(=田中正)は生前の記憶を覚えているが、7歳で生まれ変わったため、それまでのこの世界での記憶はない。家族や周りの人々はバリアンは生まれ変わった際にルドルフに剣で殴られていたため記憶喪失していると思っている。
田中 正（たなか ただし）
日本人。現代ではサラリーマンで、妻の由美子と子供が2人いたが、41歳の若さで胃がんにより早逝。その後、7歳のバリアン・ド・リオンクールに生まれ変わった。
ルドルフ・ド・リオンクール
バリアン・ド・リオンクールの実の父親。貴族・伯爵。リオンクールの鷹と呼ばれる武人である。

## 既刊一覧

### 小説
- 小倉ひろあき（著）・toi8（イラスト） 『リオンクール戦記』 SBクリエイティブ〈ツギクルブックス〉、既刊2巻（2019年2月9日現在）
  1. 2018年9月10日発売[4]、ISBN 978-4-7973-9777-2
  2. 2019年2月9日発売[10]、ISBN 978-4-8156-0058-7

### 漫画
- 小倉ひろあき（原作）・toi8（キャラクター原案）・Nagy（作画） 『リオンクール戦記』 竹書房〈バンブー・コミックス〉、全6巻
  1. 2020年5月27日発売[11]、ISBN 978-4-8019-6945-2
  2. 2021年1月25日発売[12]、ISBN 978-4-8019-7162-2
  3. 2021年8月12日発売[13]、ISBN 978-4-8019-7395-4
  4. 2022年3月10日発売[14]、ISBN 978-4-8019-7593-4
  5. 2022年9月7日発売[15]、ISBN 978-4-8019-7833-1
  6. 2023年5月6日発売[16]、ISBN 978-4-8019-8039-6